# Franz Anton Buscher

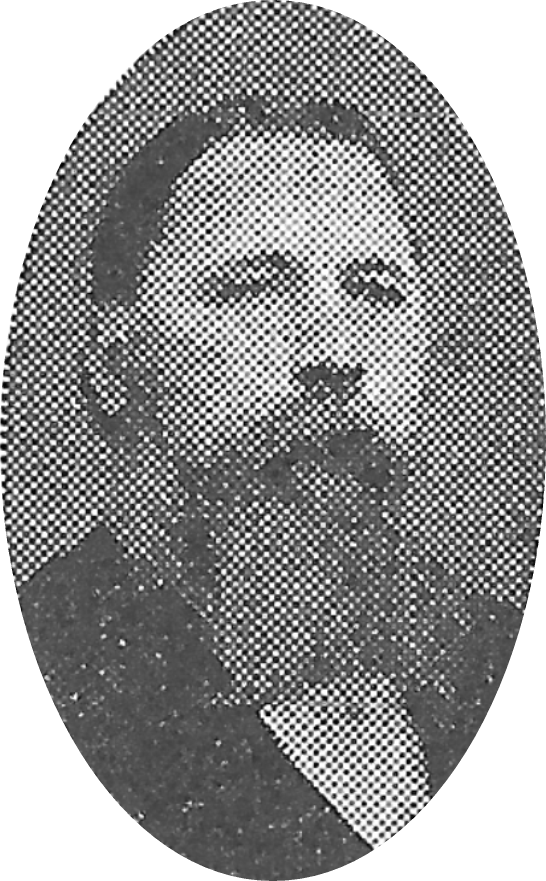
Franz Anton Buscher

Franz Anton Anthony Buscher (* 30. November 1825 in Gamburg; † 2. März 1879 in Chicago) war ein US-amerikanischer Bildhauer und Holzschnitzer deutscher Herkunft.

## Leben
Franz Anton Buscher war der jüngste Sohn der Eheleute Mathes Buscher (1785–1844) und Anna Maria, geb. Misselbeck (1781–1847). Er erlernte bei seinem Vater den Steinmetzberuf und schuf im Alter von 13 Jahren für seine Heimatgemeinde Gamburg einen Bildstock mit einer Pietà, der noch erhalten ist. Wanderjahre führten ihn in die Schweiz und nach Italien.
Nach kurzer Rückkehr in den elterlichen Betrieb wanderte er 1851 nach Amerika aus. In New York arbeitete er zunächst als Ornamentschnitzer. Später erwarb er eine Farm, die er jedoch bald wieder aufgab. Danach ließ er sich in Chicago in der S. May Street 1123 nieder und eröffnete ein Atelier für Holzschnitzarbeiten, mit dem er großen Erfolg hatte.
Nachdem die der Heiligen Familie geweihte Kirche in Chicago durch ein größeres Gotteshaus ersetzt werden sollte, erhielt Franz Anton Buscher 1858 den Auftrag für die Innenausstattung. Die Gotik hatte in den USA zu dieser Zeit bereits eine große Bedeutung, denn in England gab es im Kirchenbau eine durchgehende gotische Tradition, die durch die Reformation nicht unterbrochen worden war. Die Neugotik des 19. Jahrhunderts wurde als „Gothic Revival“ bezeichnet. Dieser Stil behauptete sich in Nordamerika nicht nur in herausragenden Kirchenbauten, sondern er spielte auch in Wohn- und Geschäftsbauten eine bedeutende Rolle. Die Holy Family Catholic Church in Chicago (Pfarrkirche der Heiligen Familie) ist innen ebenfalls im Stil englischer Gotik gehalten. Neben den Altaraufbauten wurden von Anthony Buscher u. a. die Statuen der Altarengel, die Heiligen Joachim, Anna, Zacharias und Elisabeth sowie die sechs Kirchenväter geschaffen. Wegen des großen Auftragsvolumens holte Franz Anton Buscher 1868 seinen Neffen Sebastian Buscher nach Chicago, den er einige Jahre in seinem Atelier beschäftigte. Zahlreiche weitere kirchliche Aufträge folgten. Zusammen mit Friedrich Schrumpf führte Anthony Buscher die Firma Busher & Co.
Antony Buscher heiratete 1852 Cunigunde Caroline Mann, die 1866 starb. 1868 heiratete er Elisabeth Ulrich. Von seinen sechs Kindern immatrikulierte sich sein Sohn Karl A. Buscher (auch: Charles Buscher, 1858–1939) am 16. Oktober 1877 für die Antikenklasse der Königlichen Kunstakademie in München. Er kehrte nach dem Studium in die USA zurück und wurde ein bekannter Porträtmaler.
Antony Buscher starb im Alter von 54 Jahren am 9. März 1879. Seine Bildhauerwerkstatt wurde von seinem Neffen Sebastian Buscher weitergeführt.
In ihrem Nachruf würdigte ihn die Chicago Daily Tribune am 9. März als einen „Sculptor…designed and built the majority of the altars and images seen in Catholic churches in Chigao…and numers of otheres troughout the United States…“

## Galerie

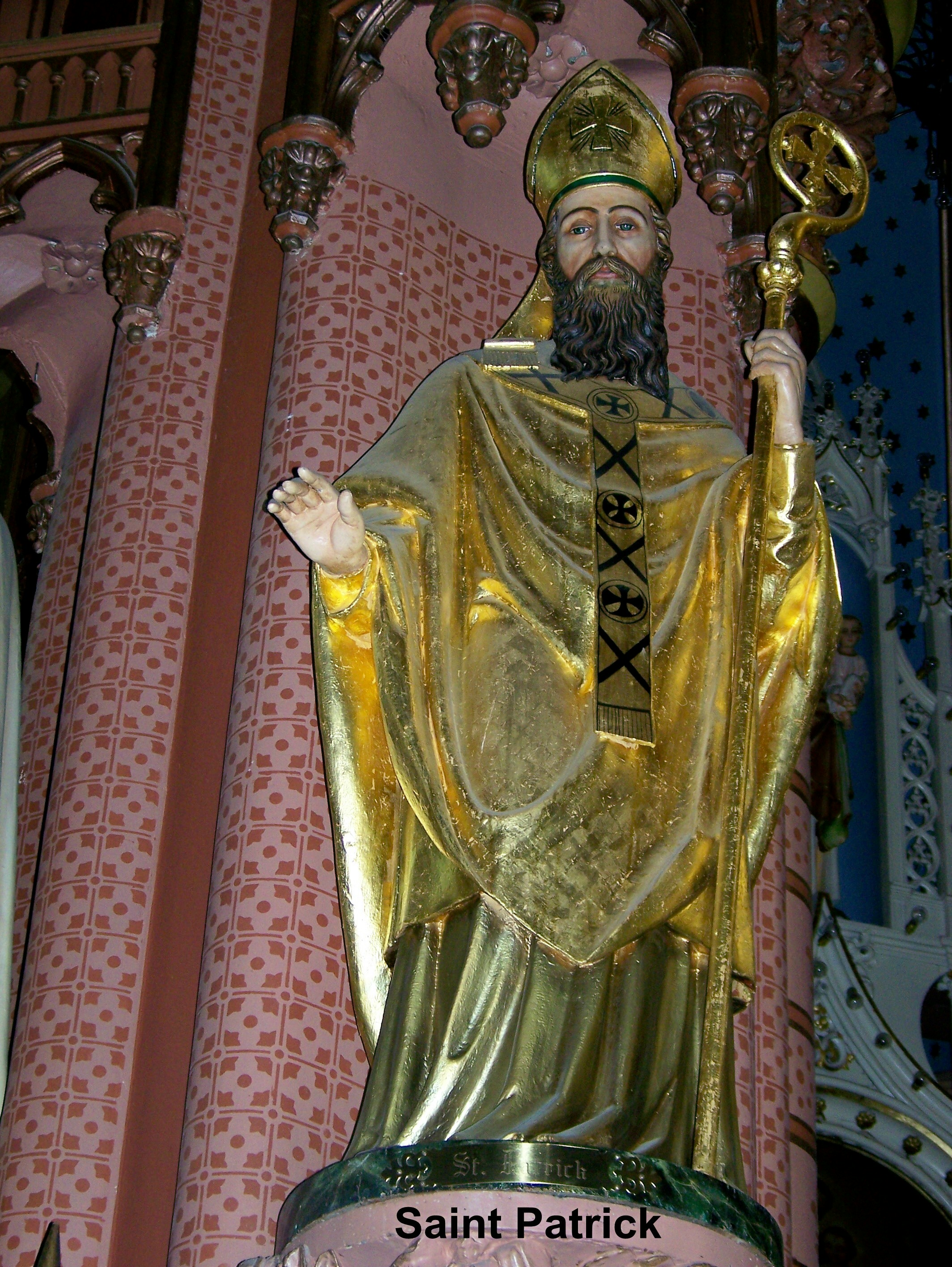
Statue St. Patrick Statue in Holy Family Church Chicago
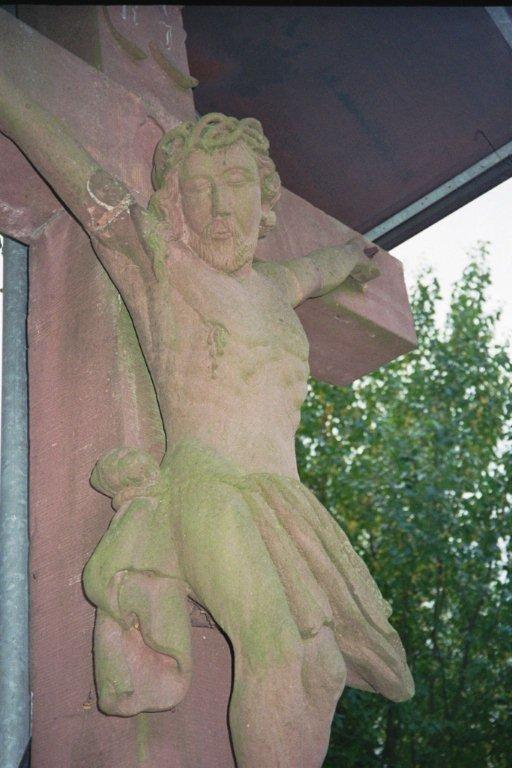
Bildstock auf dem Friedhof in Dienstadt von 1844
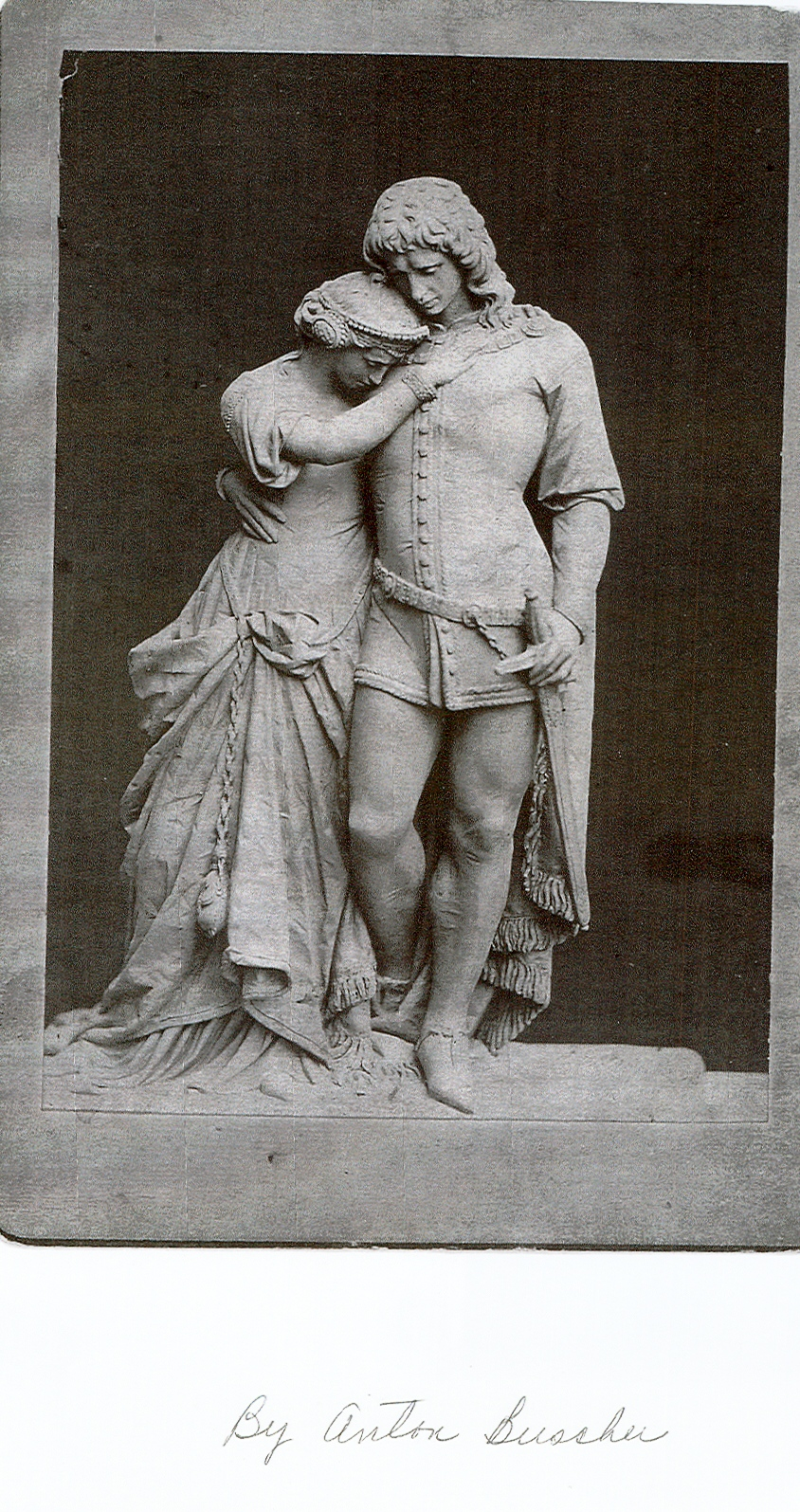
Junges Paar beim Abschied; Werkstattaufnahme
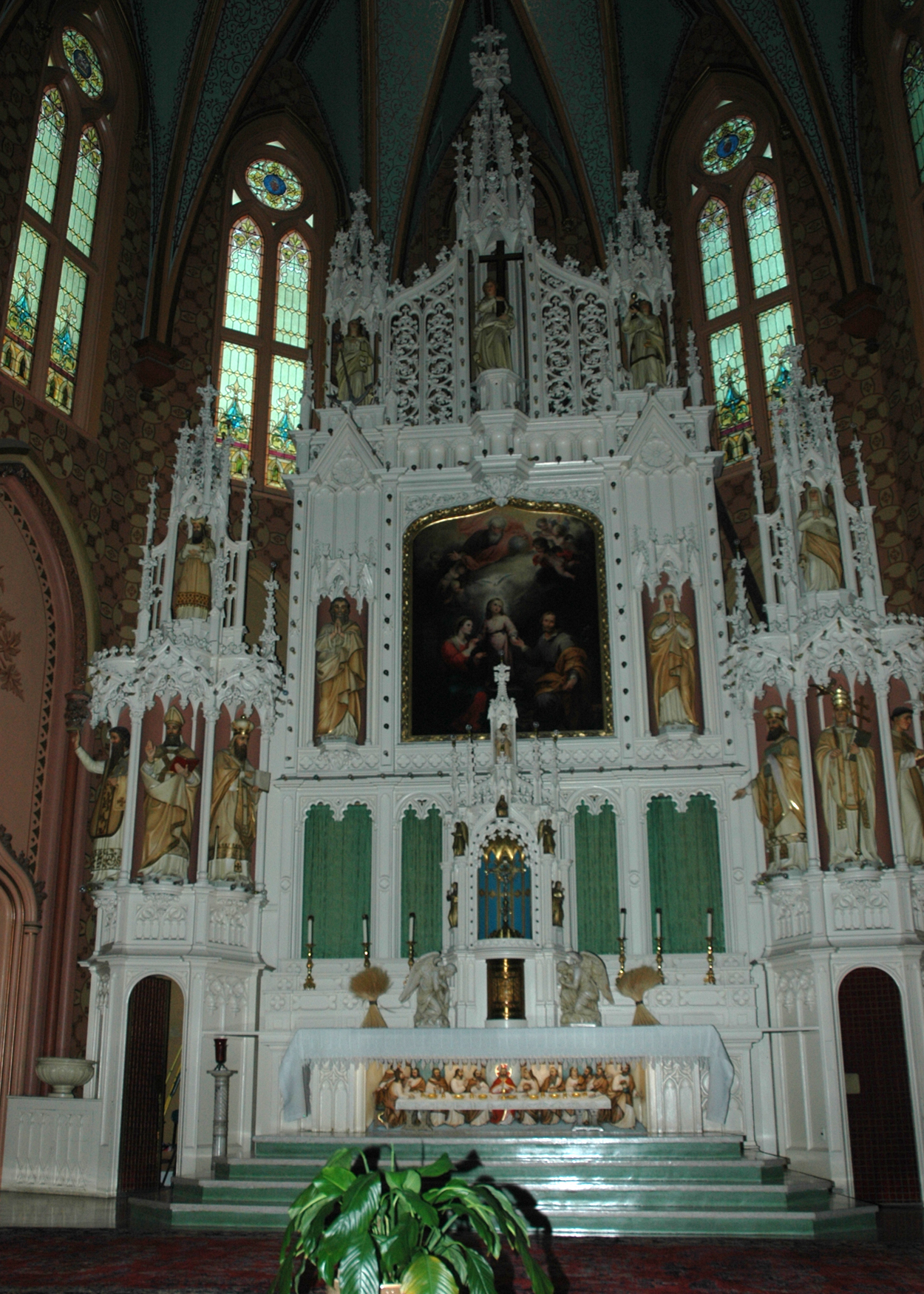
Hochaltar in Holy in der Family Church